# 민규 (2001년)
민규 (본명: 전민규, 2001년 1월 9일 ~ )은 대한민국의 가수이자, 대한민국의 보이 그룹 DKZ의 멤버이다.